# Makenzy Doniak
Makenzy Allyson Doniak (* 25. Februar 1994) ist eine US-amerikanische Fußballspielerin, die seit der Saison 2018 beim Utah Royals FC in der National Women’s Soccer League unter Vertrag steht.

## Karriere

### Verein
Während ihres Studiums an der University of Virginia spielte Doniak von 2012 bis 2015 für die dortige Universitätsmannschaft der Virginia Cavaliers. Im Jahr 2013 lief sie parallel dazu in drei Ligaspielen für den W-League-Teilnehmer Pali Blues auf, der am Saisonende das Meisterschaftsfinale gegen die Laval Comets gewann. Während des im Januar 2016 durchgeführten College-Drafts der NWSL wurde Doniak in der zweiten Runde an Position elf von der Franchise der Western New York Flash ausgewählt. Ihr NWSL-Debüt gab sie am 16. April 2016 bei einem 1:0-Sieg über den amtierenden Meister FC Kansas City als Einwechselspielerin für Lynn Williams.

### Nationalmannschaft
Doniak war Teil des US-amerikanischen Aufgebots bei der U-20-Weltmeisterschaft 2014 in Kanada und kam dort zu einem Einsatz, bei dem sie ein Tor erzielen konnte. Mit der U-23-Auswahl der Vereinigten Staaten nahm sie 2015 und 2017 am Sechs-Nationen-Turnier in La Manga teil und kam dort zu insgesamt drei Länderspieleinsätzen. Im März 2016 war sie Teil der U-23-Nationalmannschaft beim jährlichen Istrien-Cup.

## Erfolge
- 2013: W-League-Meisterschaft (Pali Blues)
- 2016: Gewinn der NWSL-Meisterschaft (Western New York Flash)